# (E,E)-2,4-癸二烯醛
(E,E)-2,4-癸二烯醛是一种有机化合物，存在于黄油、熟牛肉、鱼、馬鈴薯片、烤花生、蕎麥和小麦面包屑中。它的纯净物有浓郁的脂肪气味（鸡肉味）（10 ppm），而在低浓度，有柑橘、橙子或柚子的气味。 它可能致癌。